# Alfonso d'Aviz (1509-1540)
Alfonso d'Aviz (Évora, 23 aprile 1509 – Lisbona, 21 aprile 1540) è stato un cardinale, arcivescovo cattolico e nobile portoghese.

## Biografia
Era figlio di Manuele I del Portogallo e della seconda moglie Maria di Trastamara, infanta di Spagna.
Educato presso la corte portoghese, studiò lettere, greco e latino sotto la guida di Aires Barbosa de Figueiredo e André de Resende.
Suo padre voleva farlo nominare cardinale già all'età di tre anni ma papa Giulio II non lo permise in quanto il diritto canonico prevedeva in teoria un'età minima di trenta anni. Il papa però lo nominò nel frattempo protonotaro apostolico nel regno di Portogallo.
Manuele riuscì poi a far diventare il figlio a soli sette anni il 9 settembre 1516 vescovo di Guarda, ricevendo un'apposita dispensa.
Dopo aver inviato una grande ambasciata guidata da Tristão da Cunha nel 1514, Manuele I tornò a chiedere al papa Leone X di nominare cardinale suo figlio.
Alfonso fu creato cardinale nel quinto concistoro del suo pontificato, il 1º luglio 1517. Fu uno dei più grandi concistori, in quanto vennero creati 31 cardinali.
Il titolo venne concesso solo dopo il compimento dei diciotto anni, tuttavia Alfonso venne riverito e trattato come se già possedesse a tutti gli effetti tale titolo.
Nel frattempo che divenisse maggiorenne, venne creato anche abate di Alcobaça e abate commendatario del monastero di Santa Cruz de Coimbra e del Convento di San Juan de Tarouca.
Il 23 febbraio 1519 venne nominato vescovo di Viseu, di nuovo con dispensa papale per non aver l'età canonica. Il 20 febbraio 1523, a quattordici anni, dopo la morte dell'arcivescovo Martinho da Costa venne promosso arcivescovo metropolita di Lisbona da papa Adriano VI; grazie alle preghiere di Giovanni III del Portogallo, fratello di Alfonso, gli fu offerto il governo del vescovado di Évora. Ancora una volta gli venne concessa una speciale dispensa.
Il 6 luglio 1525, a sedici anni, ottenne a Almeirim la berretta cardinalizia e la diaconia di Santa Lucia in Septisolio e, dieci anni dopo, il 6 luglio 1535, il pallio.
Un mese dopo, il 13 agosto 1535, ricevette il titolo cardinalizio dei Santi Giovanni e Paolo.
Il 25 agosto 1536 tenne un sinodo dell'arcidiocesi di Lisbona, prendendo due importanti decisioni: istituire un libro dei battesimi nell'arcidiocesi (come in seguito sarebbe stato adottato dal Concilio di Trento) e sostituire il rito della Chiesa di Salisbury con il rito romano in risposta all'Atto di Supremazia, con cui Enrico VIII creò la Chiesa d'Inghilterra, liberata dall'obbedienza al Papa.
Morì a Lisbona due giorni prima di compiere trentun'anni.

## Successione apostolica
La successione apostolica è:
- Cardinale Enrico I del Portogallo (1539)

## Albero genealogico
|                             |                        |                          | Genitori                             |  |  | Nonni |  |  | Bisnonni               |  |  | Trisnonni                 |  |
|                             |                        |                          |                                      |  |  |       |  |  | Edoardo del Portogallo |  |  | Giovanni I del Portogallo |  |
|                             |                        |                          |                                      |  |  |       |  |  | Edoardo del Portogallo |  |  | Giovanni I del Portogallo |  |
|                             |                        | Filippa di Lancaster     |                                      |  |  |       |  |  | Edoardo del Portogallo |  |  |                           |  |
| Ferdinando d'Aviz           |                        |                          |                                      |  |  |       |  |  | Edoardo del Portogallo |  |  |                           |  |
|                             |                        | Eleonora d'Aragona       | Ferdinando I di Aragona              |  |  |       |  |  |                        |  |  |                           |  |
|                             |                        | Eleonora d'Aragona       | Ferdinando I di Aragona              |  |  |       |  |  |                        |  |  |                           |  |
|                             |                        | Eleonora d'Aragona       | Eleonora d'Alburquerque              |  |  |       |  |  |                        |  |  |                           |  |
| Manuele I del Portogallo    |                        | Eleonora d'Aragona       |                                      |  |  |       |  |  |                        |  |  |                           |  |
|                             |                        | Giovanni d'Aviz          | Giovanni I del Portogallo            |  |  |       |  |  |                        |  |  |                           |  |
|                             |                        | Giovanni d'Aviz          | Giovanni I del Portogallo            |  |  |       |  |  |                        |  |  |                           |  |
|                             |                        | Giovanni d'Aviz          | Filippa di Lancaster                 |  |  |       |  |  |                        |  |  |                           |  |
| Beatrice d'Aviz             |                        | Giovanni d'Aviz          |                                      |  |  |       |  |  |                        |  |  |                           |  |
|                             |                        | Isabella di Braganza     | Alfonso I di Braganza                |  |  |       |  |  |                        |  |  |                           |  |
|                             |                        | Isabella di Braganza     | Alfonso I di Braganza                |  |  |       |  |  |                        |  |  |                           |  |
|                             |                        | Isabella di Braganza     | Beatriz Pereira de Alvim             |  |  |       |  |  |                        |  |  |                           |  |
| Alfonso d'Aviz              |                        | Isabella di Braganza     |                                      |  |  |       |  |  |                        |  |  |                           |  |
|                             | Giovanni II di Aragona | Ferdinando I di Aragona  |                                      |  |  |       |  |  |                        |  |  |                           |  |
|                             | Giovanni II di Aragona | Ferdinando I di Aragona  |                                      |  |  |       |  |  |                        |  |  |                           |  |
|                             | Giovanni II di Aragona | Eleonora d'Alburquerque  |                                      |  |  |       |  |  |                        |  |  |                           |  |
| Ferdinando II di Aragona    | Giovanni II di Aragona |                          |                                      |  |  |       |  |  |                        |  |  |                           |  |
|                             |                        | Giovanna Enríquez        | Federico Enriquez                    |  |  |       |  |  |                        |  |  |                           |  |
|                             |                        | Giovanna Enríquez        | Federico Enriquez                    |  |  |       |  |  |                        |  |  |                           |  |
|                             |                        | Giovanna Enríquez        | Mariana Fernández de Córdoba y Ayala |  |  |       |  |  |                        |  |  |                           |  |
| Maria d'Aragona e Castiglia |                        | Giovanna Enríquez        |                                      |  |  |       |  |  |                        |  |  |                           |  |
|                             |                        | Giovanni II di Castiglia | Enrico III di Castiglia              |  |  |       |  |  |                        |  |  |                           |  |
|                             |                        | Giovanni II di Castiglia | Enrico III di Castiglia              |  |  |       |  |  |                        |  |  |                           |  |
|                             |                        | Giovanni II di Castiglia | Caterina di Lancaster                |  |  |       |  |  |                        |  |  |                           |  |
| Isabella di Castiglia       |                        | Giovanni II di Castiglia |                                      |  |  |       |  |  |                        |  |  |                           |  |
|                             |                        | Isabella d'Aviz          | Giovanni d'Aviz                      |  |  |       |  |  |                        |  |  |                           |  |
|                             |                        | Isabella d'Aviz          | Giovanni d'Aviz                      |  |  |       |  |  |                        |  |  |                           |  |
|                             |                        | Isabella d'Aviz          | Isabella di Braganza                 |  |  |       |  |  |                        |  |  |                           |  |
|                             |                        | Isabella d'Aviz          |                                      |  |  |       |  |  |                        |  |  |                           |  |